# Prințesa Therese de Nassau-Weilburg
Prințesa Therese Wilhelmine Friederike Isabelle Charlotte de Nassau-Weilburg, (n. 17 aprilie 1815 - 8 decembrie 1871) a fost membră a Casei de Nassau-Weilburg și Prințesă de Nassau-Weilburg prin naștere. Prin căsătoria cu Ducele Peter de Oldenburg a devenit membră a Casei de Holstein-Gottorp și Ducesă de Oldenburg.

## Biografie
Therese a fost al doilea copil al Ducelui Wilhelm de Nassau și a primei lui soții, Prințesa Louise de Saxa-Hildburghausen. Orfană de mamă la zece ani, a fost crescută de tatăl ei și mama vitregă, Prințesa Pauline de Württemberg, care era cu doar cinci ani mai mare decât ea. A primit o bună educație și a studiat pictura și sculptura.
Fratele ei mai mic, Alfred, a devenit Mare Duce de Luxemburg, iar sora ei Maria a fost mama Elisabetei, viitoare regină a României. Una dintre surorile ei vitrege a fost Sofia de Nassau, care a devenit regină a Suediei.
La 23 aprilie 1837, la Biebrich, s-a căsătorit cu Ducele Peter de Oldenburg, al doilea fiu al Ducelui Georg de Oldenburg și al Marii Ducese Ecaterina Pavlovna a Rusiei. Therese și Peter au avut opt copii:

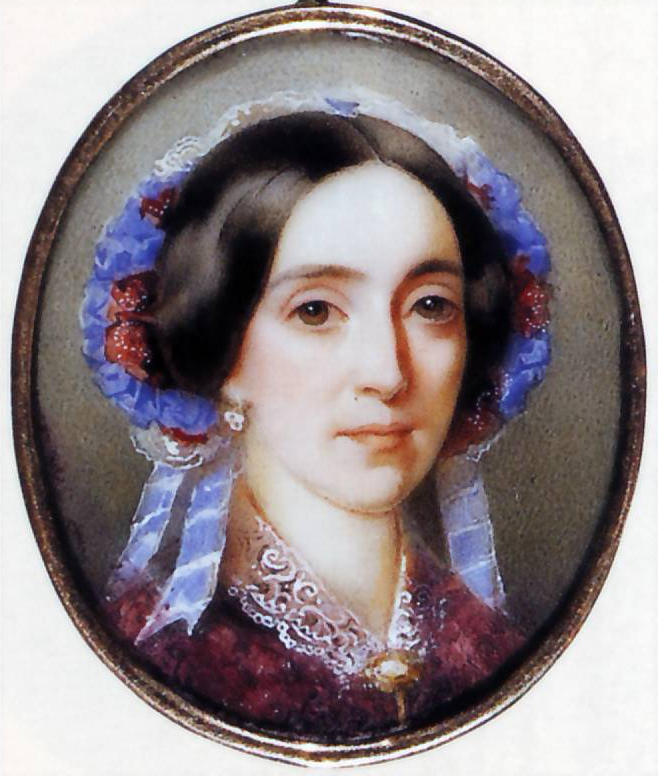
Prințesa Therese de Nassau-Weilburg

- Alexandra de Oldenburg (2 iunie 1838, St. Petersburg – 13 aprilie 1900 Kiev, Ucraina); s-a căsătorit cu Marele Duce Nicolai Nicolaevici al Rusiei (1831–1891).
- Nicholas de Oldenburg (9 mai 1840, St. Petersburg – 20 ianuarie 1886, Geneva, Elveția); s-a căsătorit cu Maria Bulazel numiră contesă de Osternburg.
- Cecile de Oldenburg (27 februarie 1842 St. Petersburg – 11 ianuarie 1843, St. Petersburg), a murit la vârsta de un an
- Alexander de Oldenburg (2 iunie 1844, St Petersburg – 6 septembrie 1932, Biarritz, Franța). S-a căsătorit cu Prințesa Eugenia Maximilianovna de Leuchtenberg. Unicul lor fiu, Ducele Peter Alexandrovici de Oldenburg, s-a căsătorit cu Marea Ducesă Olga Alexandrovna a Rusiei
- Caterina de Oldenburg (21 septembrie 1846, St. Petersburg – 23 iunie 1866, St. Petersburg)
- George de Oldenburg (17 aprilie 1848, St. Petersburg – 17 martie 1871, St. Petersburg)
- Konstantin de Oldenburg (27 aprilie 1850, St. Petersburg – 18 martie 1906, Nice, Franța); s-a căsătorit cu Prințesa Agrafena Djaparridze numitp contesă de Zarnekau
- Therese de Oldenburg (30 martie 1852, St. Petersburg – 18 aprilie 1883 St. Petersburg); s-a căsătorit cu George Maximilianovici, al 6-lea Duce de Leuchtenberg (1852–1912)

În Rusia, ea a creat o școală pentru fetele sărace (Institutul Prințesa Therese de Oldenbourg) și a finanțat adăposturi pentru săraci. În 1843 ea a vizitat în Varșovia un spital de copii unde s-a întâlnit cu "Surorile Milei", care o impresionează. Revenită în Rusia, a fondat la 9 martie 1844 "Comunitatea Surorile Milei", care a jucat un rol important în a-i ajuta pe cei nevoiași.
Therese Wilhelmina a murit la 8 decembrie 1871, la Praga, la vârsta de 56 de ani.